# Break Down / Break your name / Summer Revolution
Cet article possède un paronyme, voir Breakdown.
Singles de AAA
Tabidachi no Uta
(2009) Hide-away / Hide & Seek / Find you
(2009)
Break Down / Break your name / Summer Revolution est le 21esingle du groupe AAA sorti sous le label Avex Trax le 29 juillet 2009 au Japon. Il atteint la 3e place du classement de l'Oricon. Il se vend à 43 546 exemplaires la première semaine et reste classé 6 semaines, pour un total de 49 133 exemplaires vendus. Il sort en format CD et CD+DVD.
Break Down et Summer Revolution sont présentes sur l'album Heartful.

## Liste des titres
| 1.  | Break Down                                   | Leonn | Miki Fujisue | 4:50 |
| 2.  | Break your name (Saihuun)                    | Leonn | BounceBack   | 4:23 |
| 3.  | Summer Revolution                            | Leonn | BounceBack   | 4:45 |
| 4.  | Break Down -Broken Deep mix-                 | Leonn | Miki Fujisue | 4:45 |
| 5.  | Break Down -TOKIMA TOKIO Summer of Love mix- | Leonn | Miki Fujisue | 5:21 |
| 6.  | Break your name -Break the Limit mix-        | Leonn | BounceBack   | 5:02 |
| 7.  | Break your name -YUKSEK mix-                 | Leonn | BounceBack   | 4:38 |
| 8.  | Summer Revolution -Summer Splash mix-        | Leonn | BounceBack   | 4:59 |
| 9.  | Break Down (Instrumental)                    | Leonn | Miki Fujisue | 4:49 |
| 10. | Break your name (Instrumental)               | Leonn | BounceBack   | 4:23 |
| 11. | Summer Revolution (Instrumental)             | Leonn | BounceBack   | 4:40 |

| 1. | Break Down                       | Leonn | Miki Fujisue | 4:50 |
| 2. | Break your name (Saihuun)        | Leonn | BounceBack   | 4:23 |
| 3. | Summer Revolution                | Leonn | BounceBack   | 4:45 |
| 4. | Break Down (Instrumental)        | Leonn | Miki Fujisue | 4:49 |
| 5. | Break your name (Instrumental)   | Leonn | BounceBack   | 4:23 |
| 6. | Summer Revolution (Instrumental) | Leonn | BounceBack   | 4:40 |

| 1. | Break Down                |  |
| 2. | Break your name           |  |
| 3. | Summer Revolution         |  |
| 4. | Break Down (Making Video) |  |

| 1. | Break your name (Saihuun)        | Leonn | BounceBack   | 4:23 |
| 2. | Break Down                       | Leonn | Miki Fujisue | 4:50 |
| 3. | Summer Revolution                | Leonn | BounceBack   | 4:45 |
| 4. | Break your name (Instrumental)   | Leonn | BounceBack   | 4:23 |
| 5. | Break Down (Instrumental)        | Leonn | Miki Fujisue | 4:49 |
| 6. | Summer Revolution (Instrumental) | Leonn | BounceBack   | 4:40 |

| 1. | Break your name             |  |
| 2. | Break Down                  |  |
| 3. | Summer Revolution           |  |
| 4. | C.C.Lemon live (2009.04.29) |  |

| 1. | Summer Revolution                | Leonn | BounceBack   | 4:45 |
| 2. | Break Down                       | Leonn | Miki Fujisue | 4:50 |
| 3. | Break your name (Saihuun)        | Leonn | BounceBack   | 4:23 |
| 4. | Summer Revolution (Instrumental) | Leonn | BounceBack   | 4:40 |
| 5. | Break Down (Instrumental)        | Leonn | Miki Fujisue | 4:49 |
| 6. | Break your name (Instrumental)   | Leonn | BounceBack   | 4:23 |

| 1. | Summer Revolution                |  |
| 2. | Break Down                       |  |
| 3. | Break your name                  |  |
| 4. | Summer Revolution (Making Video) |  |